# Manobia hirashimai
Manobia hirashimai is een keversoort uit de familie bladkevers (Chrysomelidae). De wetenschappelijke naam van de soort werd in 1984 gepubliceerd door Samuelson.